# Saints Row 2
Saints Row 2 – przygodowa gra akcji z otwartym światem wydana pierwotnie na konsole Xbox 360 oraz PlayStation 3, a później na komputery osobiste przez firmę THQ Inc. Gra jest kontynuacją pierwszej części z serii gier Saints Row z 2006 roku.
Gracz ponownie wciela się w postać członka jednego z rywalizujących między sobą gangów ulicznych.

## Fabuła
Kontynuacja gry rozgrywa się kilka lat po wydarzeniach związanych z pierwszą grą całej serii. Bohater gry ponownie będzie przemieszczał się po mieście Stilwater. Pragnie on zemścić się na osobach, przez które stracił swoje dotychczasowe wpływy oraz narobił sobie samych kłopotów.

## Rozgrywka
W grze położono większy nacisk na dowolną eksplorację świata gry. Lokacje, przez które gracz będzie się poruszał zostały nieco zmienione – pod względem wizualnym oraz wielkościowym. Może on się dowolnie między nimi poruszać nie tylko samochodami, ale również motocyklami, łodziami, śmigłowcami, czy nawet samolotami – posiadane maszyny możemy do woli ulepszać oraz modyfikować.
Gra oferuje również rozwinięty kreator bohatera gry – można u niego modyfikować płeć, wiek, czy nawet wybrać barwę jej głosu. Umożliwiono również zmianę szczegółów twarzy, której funkcja była udostępniona w poprzedniej części serii.
Istnieje możliwość gry w trybie kooperacji, dzięki czemu można rozdzielić wykonywane zadania podczas misji.